# Pearsonomys annectens
Pearsonomys annectens là một loài động vật có vú trong họ Cricetidae, bộ Gặm nhấm. Loài này được Patterson miêu tả năm 1992. Tên chi được đặt theo tên nhà động vật học người Mỹ Oliver Payne Pearson.